# MTV Video Music Awards 2009
MTV Video Music Awards 2009（MTVビデオ・ミュージック・アワーズ 2009）は、MTVによる音楽授賞式で2009年の授賞式は9月13日、アメリカ合衆国ニューヨーク市のラジオシティ・ミュージックホールにて開催された。授賞式はコメディアンのラッセル・ブランドが前年に引き続いて2度目の司会を務めている。番組は合計で900万人の視聴者を獲得し、これは2008年の視聴者数を17%上回っただけでなく、2004年以来となる最多視聴者を獲得する結果となった。ラジオシティ・ミュージックホールでの授賞式開催は2006年のVMA以来2年ぶりとなっている。
株式も恒星のシンガー・ソングライターのシャキーラ、テイラー・ロートナー、アメリカ人は、とりわけ、ケイティペリー特色にした。
ノミネート作品は、2009年8月4日に発表された。この中でビヨンセとレディー・ガガは互いに最多となる9部門でノミネートを受け、続いてブリトニー・スピアーズが7部門でノミネートされた。
授賞式は事前に出演が予告されていなかったマドンナによる同年6月に死去したマイケル・ジャクソンについてのスピーチで幕を開け、続いてマイケルの妹であるジャネット・ジャクソンによるトリビュート・パフォーマンスも行われた。また最優秀ビデオ賞をビヨンセの「シングル・レディース（プット・ア・リング・オン・イット）」が受賞した。ビヨンセはその他、最優秀振付賞、最優秀編集賞の2部門も受賞し、3冠を達成している。他にも同じくレディー・ガガが最優秀新人アーティスト賞を含む3部門で受賞、グリーン・デイも最優秀ロックビデオ賞など計3部門で受賞を果たしている。

## ノミネート作品
受賞作品は太字で表示

### 最優秀ビデオ賞
- ビヨンセ「シングル・レディース（プット・ア・リング・オン・イット）」
- エミネム「ウィー・メイド・ユー」
- レディー・ガガ「ポーカー・フェイス」
- ブリトニー・スピアーズ「ウーマナイザー」
- カニエ・ウェスト「ラヴ・ロックダウン」

### 最優秀男性アーティストビデオ賞
- エミネム「ウィー・メイド・ユー」
- ジェイ・Z「D.O.A.（デス・オブ・オートチューン）」
- T.I. featuring リアーナ「マイアヒ・ライフ」
- ニーヨ「ミス・インディペンデント」
- カニエ・ウェスト「ラヴ・ロックダウン」

### 最優秀女性アーティストビデオ賞
- ビヨンセ「シングル・レディース（プット・ア・リング・オン・イット）」
- ケリー・クラークソン「ウィズアウト・ユー」
- レディー・ガガ「ポーカー・フェイス」
- ケイティ・ペリー「ホット & コールド」
- P!NK「ソー・ホワット」
- テイラー・スウィフト「ユー・ビロング・ウィズ・ミー」

### 最優秀新人アーティスト賞
- スリー・オー・スリー「ドント・トラスト・ミー」
- ドレイク「ベスト・アイ・エヴァー・ハッド」
- キッド・カディ「デイ・アンド・ナイト」
- レディー・ガガ「ポーカー・フェイス」
- アッシャー・ロス「アイ・ラヴ・カレッジ」

### 最優秀ポップビデオ賞
- ビヨンセ「シングル・レディース（プット・ア・リング・オン・イット）」
- コブラ・スターシップ featuring レイトン・ミースター「グッド・ガールズ・ゴー・バッド」
- レディー・ガガ「ポーカー・フェイス」
- ブリトニー・スピアーズ「ウーマナイザー」
- ウィシン&ヤンデル「Abusadora」

### 最優秀ロックビデオ賞
- コールドプレイ「美しき生命」
- フォール・アウト・ボーイ「アイ・ドント・ケア」
- グリーン・デイ「21ガンズ」
- キングス・オブ・レオン「ユーズ・サムバディ」
- パラモア「デコード」

### 最優秀ヒップホップビデオ賞
- エミネム「ウィー・メイド・ユー」
- フロー・ライダー「ライト・ラウンド」
- ジェイ・Z「D.O.A.（デス・オブ・オートチューン）」
- アッシャー・ロス「アイ・ラヴ・カレッジ」
- カニエ・ウェスト「ラヴ・ロックダウン」

### ブレイクスルー・ビデオ賞
- マット&キム「Lessons Learned」

### 最優秀監督賞
- ビヨンセ「シングル・レディース（プット・ア・リング・オン・イット）」（監督：ジェイク・ナヴァ）
- コブラ・スターシップ featuring レイトン・ミースター「グッド・ガールズ・ゴー・バッド」（監督：カイ・レーガン）
- グリーン・デイ「21ガンズ」（監督：マーク・ウェブ）
- レディー・ガガ「パパラッチ」（監督：ジョナス・アカーランド）
- ブリトニー・スピアーズ「サーカス」（監督：フランシス・ローレンス）

### 最優秀振付賞
- ビヨンセ「シングル・レディース（プット・ア・リング・オン・イット）」（振付師：フランク・ガトソンJr.、ジャクエル・ナイト）
- シアラ featuring ジャスティン・ティンバーレイク「ラヴ・セックス・マジック」（振付師：ジャマイカ・クラフト、マーティー・クデルカ）
- クリスティニア・デバージ「グッバイ」（振付師：ジャマイカ・クラフト）
- A・R・ラフマーン & プッシーキャット・ドールズ featuring ニコール・シャージンガー「ジャイ・ホー」（振付師：ロビン・アンティン）
- ブリトニー・スピアーズ「サーカス」（振付師：アンドレ・フェンテス）

### 最優秀特殊効果賞
- ビヨンセ「シングル・レディース（プット・ア・リング・オン・イット）」
- エミネム「ウィー・メイド・ユー」
- ナールズ・バークレイ「フーズ・ゴナ・セイヴ・マイ・ソウル」
- レディー・ガガ「パパラッチ」
- カニエ・ウェスト「ラヴ・ロックダウン」

### 最優秀アートディレクション賞
- ビヨンセ「シングル・レディース（プット・ア・リング・オン・イット）」
- コールドプレイ「美しき生命」
- ナールズ・バークレイ「フーズ・ゴナ・セイヴ・マイ・ソウル」
- レディー・ガガ「パパラッチ」
- ブリトニー・スピアーズ「サーカス」

### 最優秀編集賞
- ビヨンセ「シングル・レディース（プット・ア・リング・オン・イット）」
- コールドプレイ「美しき生命」
- マイリー・サイラス「7シングス」
- レディー・ガガ「パパラッチ」
- ブリトニー・スピアーズ「サーカス」

### 最優秀撮影賞
- ビヨンセ「シングル・レディース（プット・ア・リング・オン・イット）」
- コールドプレイ「美しき生命」
- グリーン・デイ「21ガンズ」
- レディー・ガガ「パパラッチ」
- ブリトニー・スピアーズ「サーカス」

### 最優秀ビデオ賞(That Should Have Won A Moonman)1
- ビースティ・ボーイズ「Sabotage」

1 過去、VMA受賞を逃した作品で、今回オンライン投票で最も優れていると評価されたビデオに贈られる賞

## パフォーマンス
- ジャネット・ジャクソン - マイケル・ジャクソン・トリビュート「スリラー」、「バッド」、「スムーズ・クリミナル」、「スクリーム」
- ケイティ・ペリー & ジョー・ペリー - 「ウィ・ウィル・ロック・ユー」
- テイラー・スウィフト - 「ユー・ビロング・ウィズ・ミー」
- レディー・ガガ - 「ポーカー・フェイス」イントロ / 「パパラッチ」
- グリーン・デイ - 「イースト・ジーザス・ノーウェア」
- ビヨンセ - 「スウィート・ドリームス」イントロ / 「シングル・レディース（プット・ア・リング・オン・イット）」
- ミューズ - 「アップライジング」
- P!NK - 「ソーバー」
- ジェイ・Z - 「エンパイア・ステイト・オブ・マインド」

## プレゼンター
- マドンナ
- ジャスティン・ビーバー
- ジャック・ブラック
- ジェラルド・バトラー
- クリスティン・カヴァラーリ
- アレクサ・チャン
- ミランダ・コスグローヴ
- エミネム
- ジミー・ファロン
- アダム・ブロディ
- ミーガン・フォックス
- ロバート・パティンソン
- クリステン・スチュワート
- テイラー・ラウトナー
- ネリー・ファータド
- ジェニファー・ロペス
- レイトン・ミースター
- トレイシー・モーガン
- ニーヨ
- チェイス・クロフォード
- ケイティ・ペリー
- アンディ・サムバーグ
- ゲイブ・サポータ
- シャキーラ
- ジェイミー・リン・シグラー
- ピート・ウェンツ

## ハプニング
最優秀女性アーティストビデオ賞を受賞したテイラー・スウィフトがスピーチを行っている際に、カニエ・ウェストが突如乱入する事件があった。この件に関してカニエはブログやメディアを通じて謝罪した他テイラーに電話で直接謝罪した。
また、Jay-Zとアリシア・キーズのパフォーマンス中にリル・ママが突然ステージに登場するハプニングも起こった。